# Viola Dana
Viola Dana est une actrice américaine du cinéma muet, née à New York le 26 juin 1897, et morte à Woodland Hills, Los Angeles (États-Unis), le 3 juillet 1987.

## Biographie
Née Virginia Flugrath à Brooklyn, New York, Viola Dana fait partie d'une fratrie d'actrices, avec Shirley Mason et Edna Flugrath. Lorsqu'elle tourne dans son premier film à treize ans, en 1910, A Christmas Carol, d'Edison, Viola Dana a déjà joué sur scène comme jeune danseuse et actrice. Mais c'est en 1915 dans The Stoning, drame de Charles Brabin que Dana se fait remarquer et accède au vedettariat. Elle travaille pour la MGM de 1916 à 1924, mais, lasse de se voir offrir toujours "le même rôle dans la même comédie..(...) jusqu'à ce que la tête me tourne", elle quitte la MGM et obtient un contrat avec la Paramount Pictures. Elle tourne alors dans Merton of the Movies (Les Gaités du cinéma) de James Cruze en 1924, considéré comme son meilleur rôle. Mais sa vie privée est assombrie par de nombreuses disparitions rapprochées, puis l'avènement du cinéma parlant met un terme à sa carrière à la fin des années 1920. On la retrouve avec sa sœur Shirley dans The Show of Shows de John G. Adolfi, puis dans Two sisters de Scott Pembroke en 1929. Après une dernière apparition dans The Strange Case of Poison Ivy de Lester Neilson en 1933, elle se retire du cinéma. 
Pour vivre, elle se consacrera alors au théâtre, et dirigera des comédiens.  
Viola Dana meurt quelques jours après son 90e anniversaire. Elle possède une étoile sur le Hollywood Walk of Fame.
Elle fut mariée au réalisateur John H. Collins (1915–1918), au joueur de football et acteur américain Maurice Bennett Flynn (1925–1929), et au golfeur et acteur Jimmy Thomson (1930–1945).

## Filmographie partielle
- 1910 : A Christmas Carol de J. Searle Dawley, Charles Kent et Ashley Miller
- 1912 : Children Who Labor d'Ashley Miller
- 1912 : The Butler and the Maid
- 1912 : How Father Accomplished His Work de C. J. Williams
- 1912 : The Lord and the Peasant de J. Searle Dawley
- 1912 : The Third Thanksgiving de J. Searle Dawley
- 1914 : Molly the Drummer Boy de George Lessey : Molly
- 1914 : The Adventure of the Hasty Elopement de Charles M. Seay
- 1915 : On Dangerous Paths de John H. Collins : Eleanor Thurston
- 1915 : Children of Eve de John H. Collins
- 1916 : The Cossack Whip de John H. Collins : Darya Orlinsky
- 1917 : Threads of Fate d'Eugene Nowland  : Dorothea
- 1917 : Blue Jeans de John H. Collins : June
- 1918 : Anita (The Only Road) de Frank Reicher : Nita
- 1918 : Rêve brisé (A Weaver of Dreams) de John H. Collins : Judith Sylvester
- 1919 : False Evidence d'Edwin Carewe : Madelon MacTavish
- 1919 : La Chasse aux maris (The Gold Cure) de John H. Collins : Annice Paisch
- 1919 : The Parisian Tigress de Herbert Blaché
- 1920 : La Légende du saule (The Willow Tree) de Henry Otto : O-Riu
- 1920 : Cinderella's Twin de Dallas M. Fitzgerald
- 1921 : Home Stuff d'Albert H. Kelley : Madge Joy
- 1921 : Life's Darn Funny de Dallas M. Fitzgerald
- 1922 : Fourteenth Lover de Harry Beaumont : Vi Marchmont
- 1922 : Love in the Dark de Harry Beaumont
- 1923 : The Social Code d'Oscar Apfel : Babs Van Buren
- 1923 : L'Escapade (Crinoline and Romance) de Harry Beaumont
- 1924 : Une femme d'affaires (Along Came Ruth) de Edward Cline : Ruth Ambrose
- 1924 : Les Gaités du cinéma (Merton of the Movies) de James Cruze : Sally Montague, "Flips"
- 1924 : Open All Night (en) de Paul Bern
- 1925 : Winds of Chance de Frank Lloyd : Rouletta Kirby
- 1926 : Le Torrent de glace de George B. Seitz
- 1926 : The Silent Lover de George Archainbaud : Scadsza
- 1927 : Salvation Jane  de Phil Rosen : Salvation Jane
- 1928 : La Madone des sandwiches (That Certain Thing) de Frank Capra : Molly Kelly
- 1929 : Two Sisters de Scott Pembroke : Jean/Jane
- 1929 : The Show of Shows de John G. Adolfi : Interprète de "The Pirate", "Meet My Sister", "Ladies of the Ensemble"
- 1933 : The Strange Case of Poison Ivy de Lester Neilson :

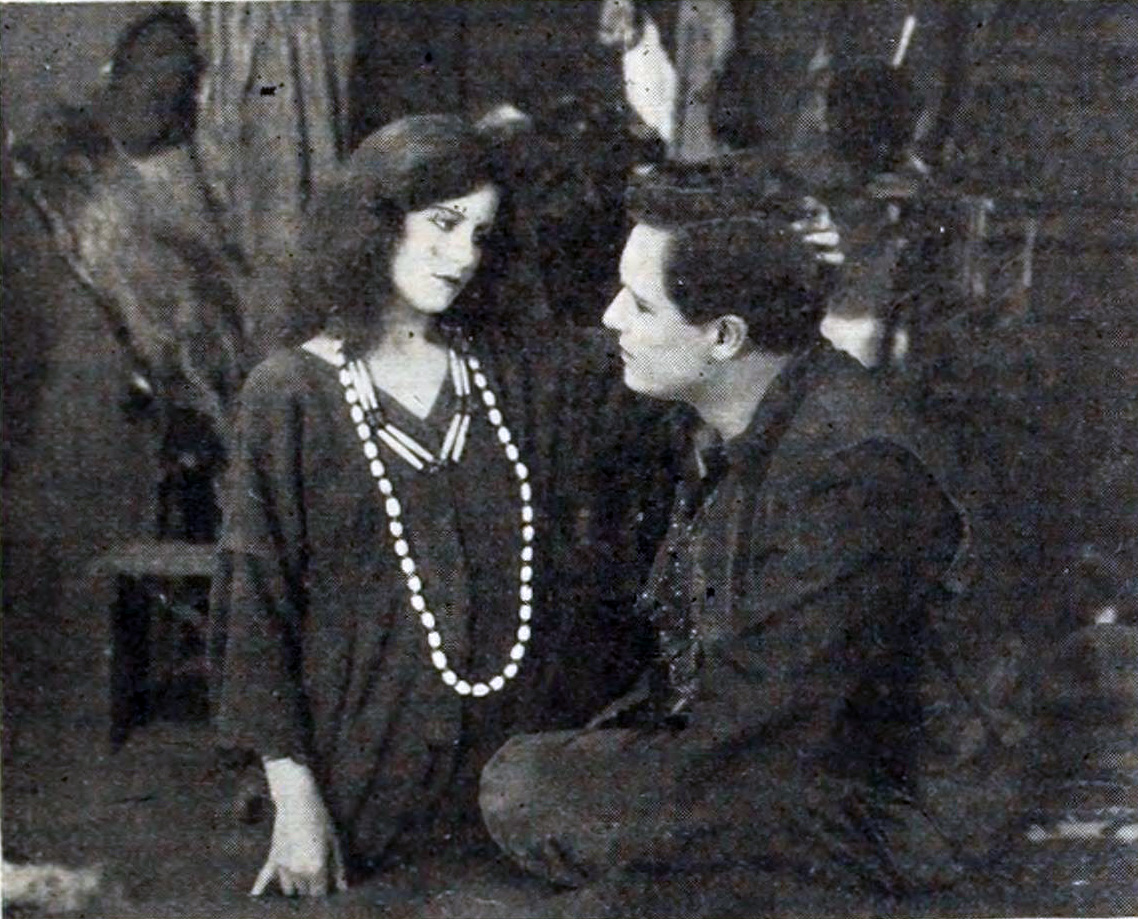
The Flower of No Man's Land (1916)
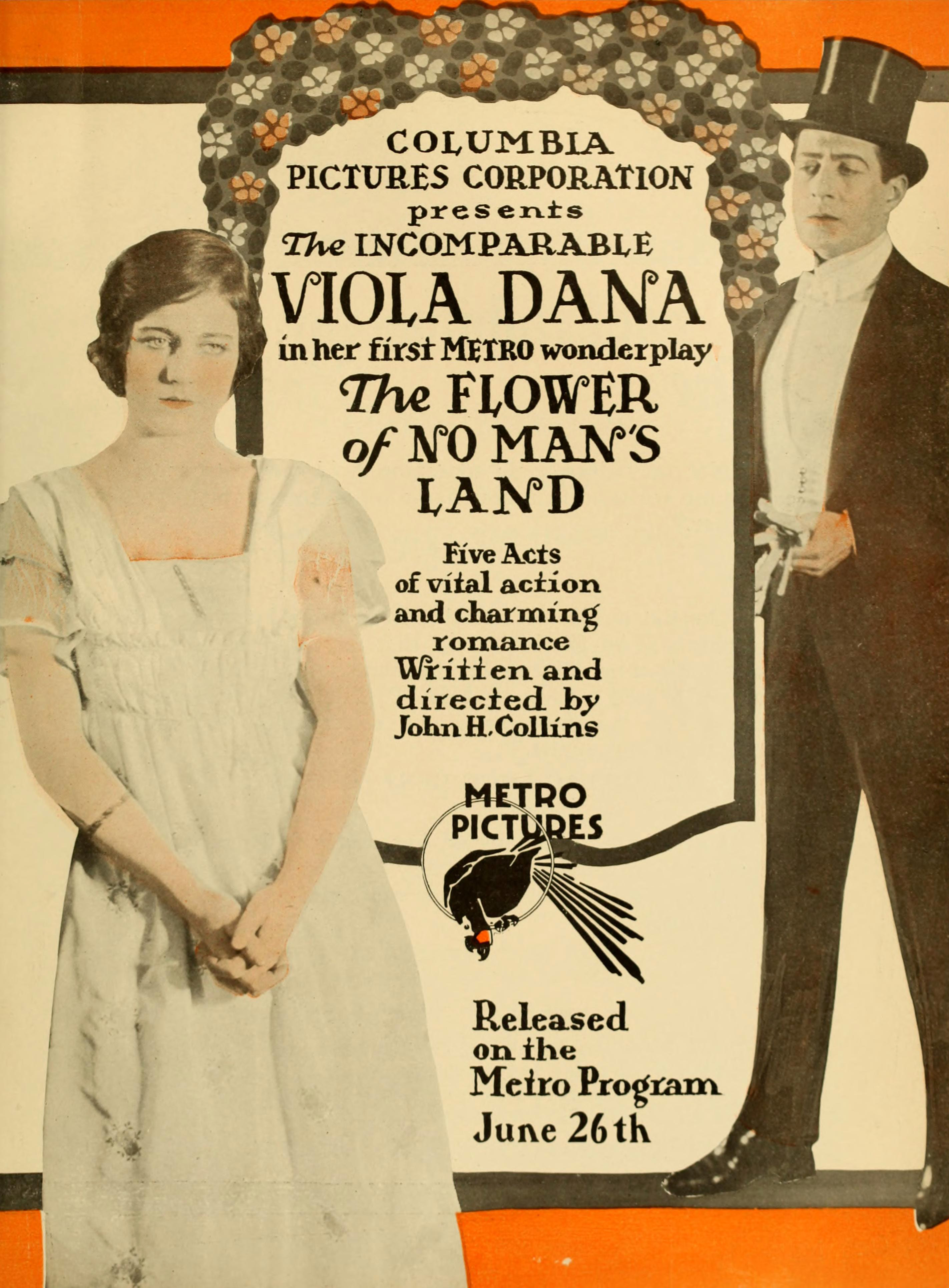
The Flower of No Man's Land (1916)
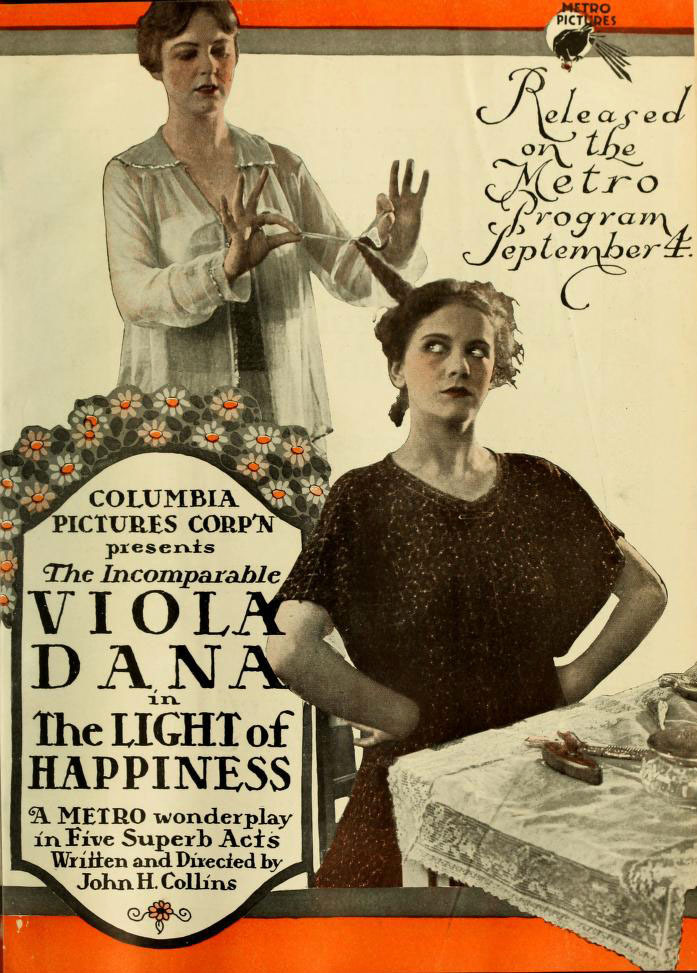
The Light of Happiness (1916)
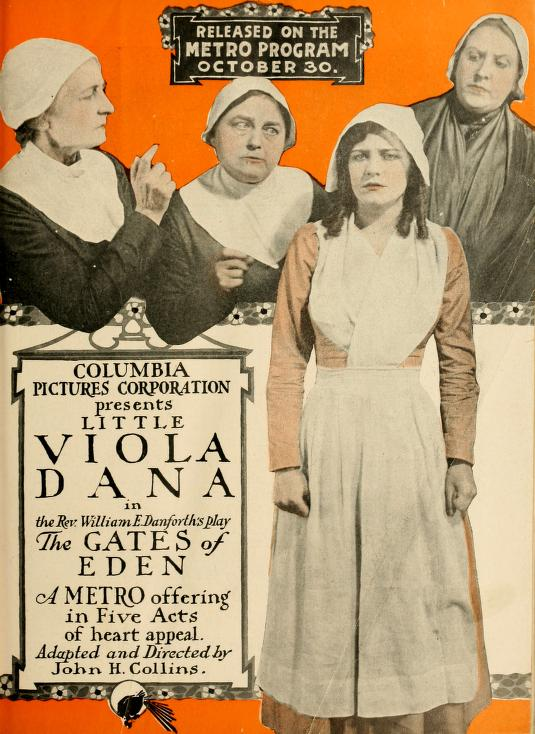
The Gates of Eden (1916)
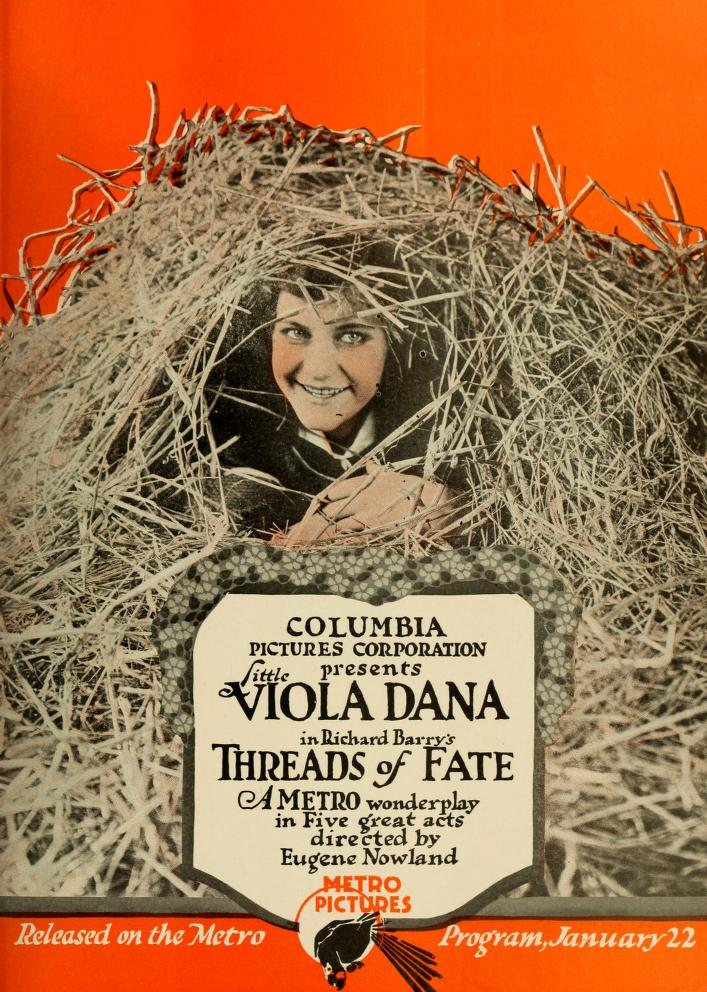
Threads of Fate (1917)
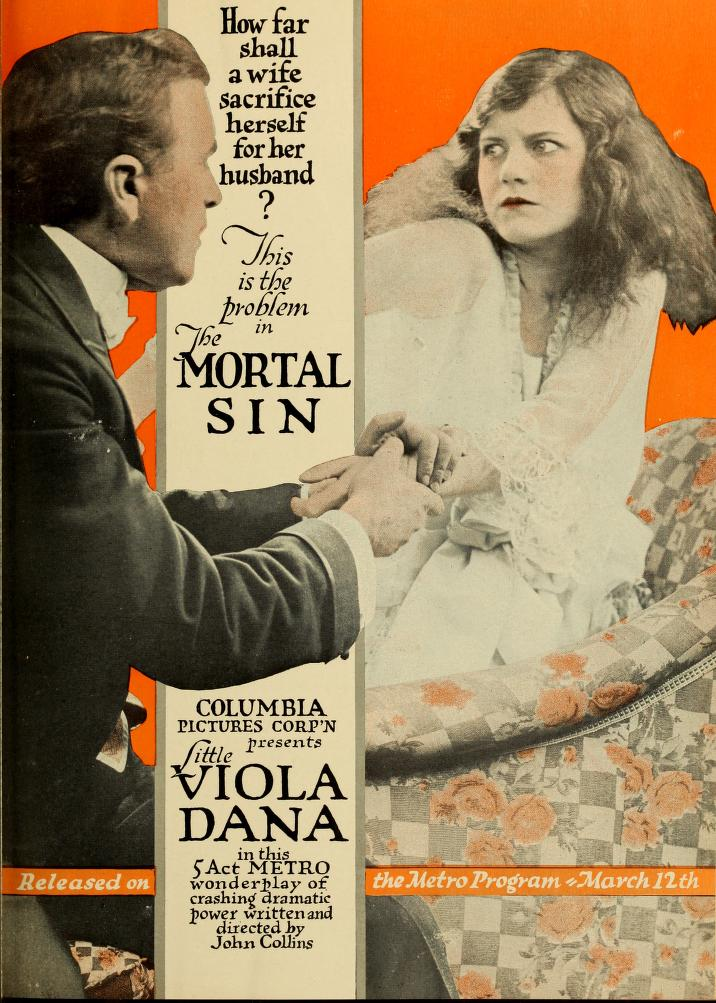
The Mortal Sin (1917)
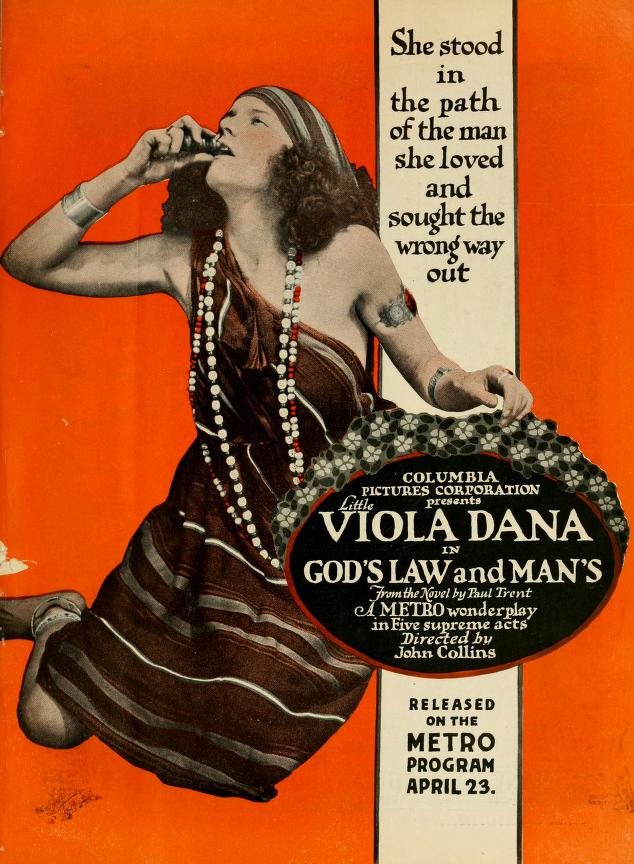
God's Law and Man's (1917)
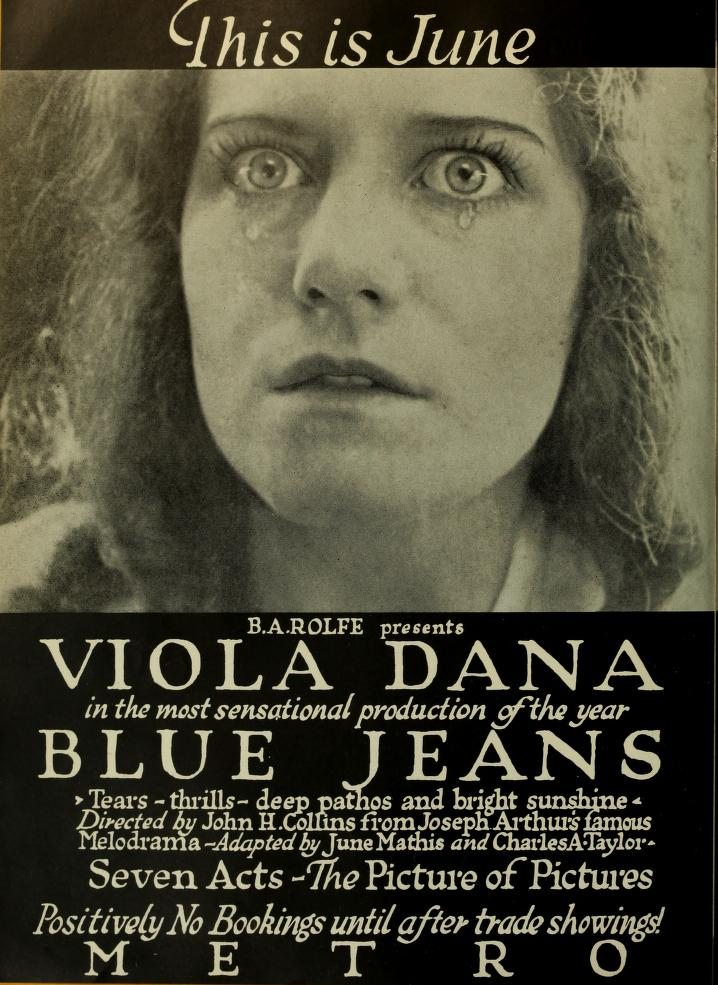
Blue Jeans (1917)
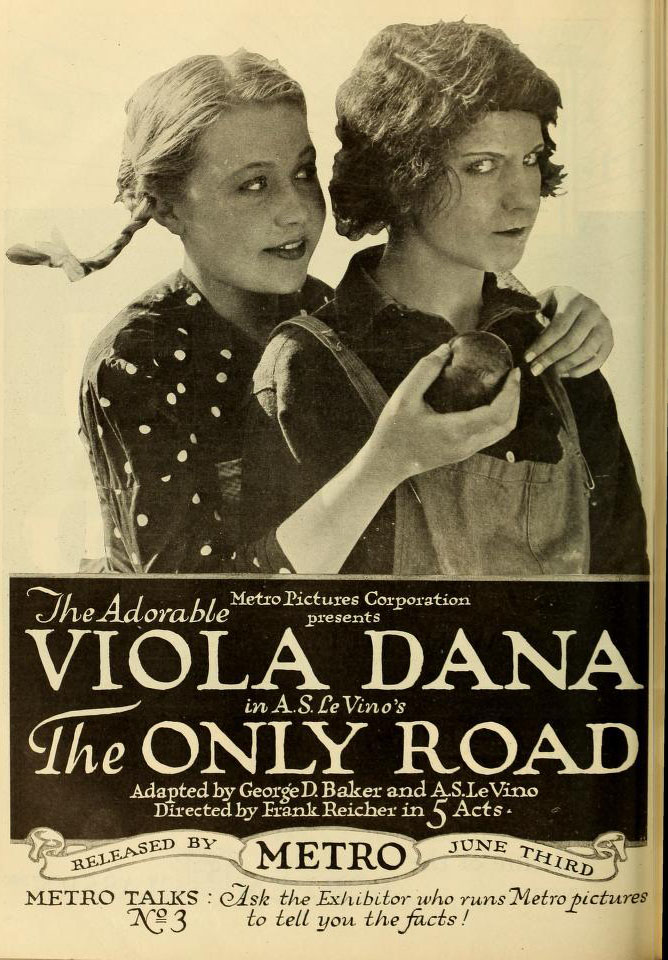
The Only Road (1918)
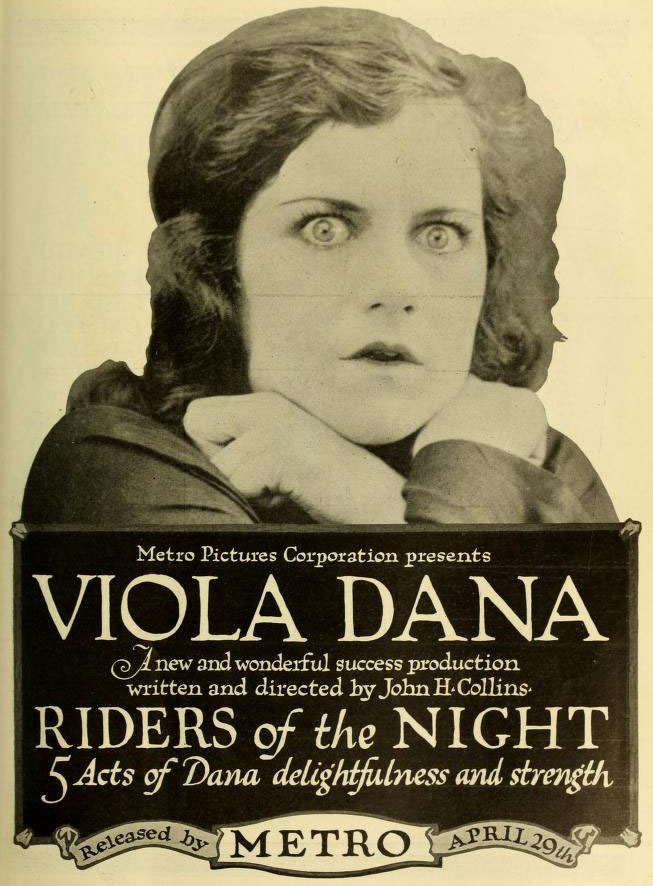
Riders of the Night (1918)
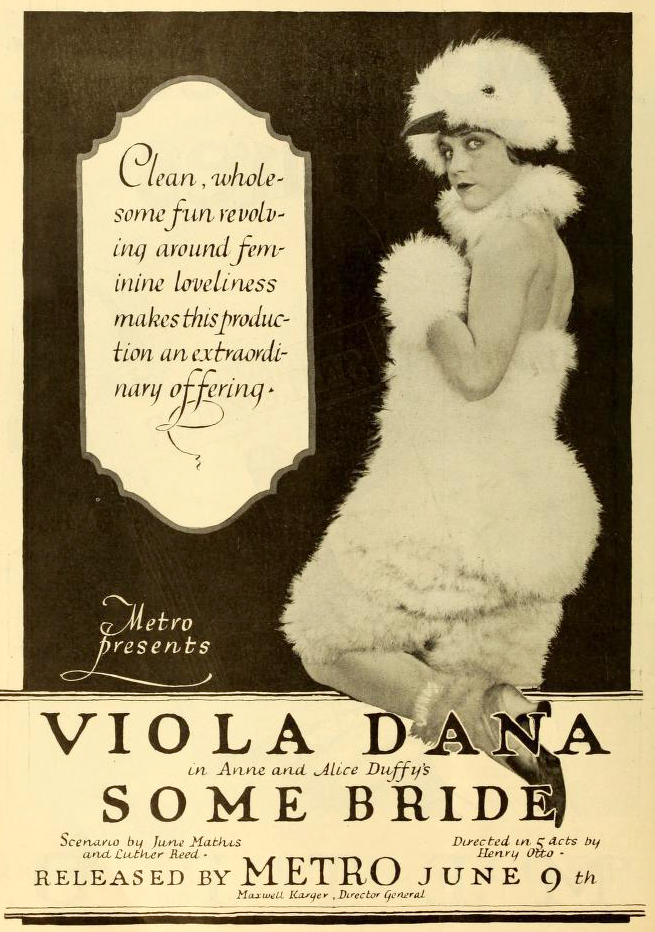
Some Bride (1919)